# Associazione Calcio Mezzocorona 2010-2011
Questa voce raccoglie le informazioni riguardanti  l'Associazione Calcio Mezzocorona nelle competizioni ufficiali della stagione 2010-2011.

## Rosa
| N. |                   | Ruolo | Calciatore          |
| -- | ----------------- | ----- | ------------------- |
|    | Italia (bandiera) | D     | Daniele Allegretti  |
|    | Italia (bandiera) | A     | Claudio Barbetti    |
|    | Italia (bandiera) | C     | Marco Beccaro       |
|    | Italia (bandiera) | P     | Cristian Cicioni    |
|    | Italia (bandiera) | A     | Luca Cognini        |
|    | Italia (bandiera) | D     | Fabio Conocchioli   |
|    | Italia (bandiera) | C     | Federico Conti      |
|    | Italia (bandiera) | C     | Carlo Coppari       |
|    | Italia (bandiera) | D     | Alberto De March    |
|    | Italia (bandiera) | A     | Daniele Ferretti    |
|    | Italia (bandiera) | A     | Lauro Florean       |
|    | Italia (bandiera) | C     | Filippo Forò        |
|    | Italia (bandiera) | P     | Gregorio Fracalossi |
|    | Italia (bandiera) | A     | Davide Franzoi      |
|    | Italia (bandiera) | A     | Gianluca Laurenti   |

| N. |                   | Ruolo | Calciatore        |
| -- | ----------------- | ----- | ----------------- |
|    | Italia (bandiera) | D     | Marco Mallus      |
|    | Italia (bandiera) | C     | Domenico Marino   |
|    | Italia (bandiera) | C     | Stefano Mondini   |
|    | Italia (bandiera) | C     | Elia Pavesi       |
|    | Italia (bandiera) | C     | Ivan Reali        |
|    | Italia (bandiera) | C     | Luca Righini      |
|    | Italia (bandiera) | C     | Nicolò Severgnini |
|    | Italia (bandiera) | C     | Savio Sorrentino  |
|    | Italia (bandiera) | C     | Fabian Tait       |
|    | Italia (bandiera) | C     | Mirko Tomasi      |
|    | Italia (bandiera) | D     | Mirko Traversi    |
|    | Italia (bandiera) | C     | Salvatore Vicari  |
|    | Italia (bandiera) | A     | Nicolò Zanetti    |
|    | Italia (bandiera) | P     | Alan Zattin       |
|    | Italia (bandiera) | C     | Alex Ziviani      |